# Daniel Schmid
Pour les articles homonymes, voir Schmid.
Daniel Schmid, né le 26 décembre 1941 à Flims, dans le canton des Grisons, et mort le 6 août 2006 dans la même ville, est un réalisateur suisse d'origine romanche.
Il est l'auteur de onze longs-métrages et de trois téléfilms.

## Biographie
Daniel Schmid est le fils d'Arthur Schmidt, hôtelier et musicien, et de Carla Rivetti, hôtelière. À Berlin, il étudie l'histoire et le journalisme à l'Université libre entre 1962 et 1968, et à l'Académie allemande du cinéma et de la télévision entre 1966 et 1969.
Après avoir réalisé pour la télévision Faites tout dans le noir pour épargner la lumière de votre seigneur (1970), Daniel Schmid perce sur le plan international avec des films comme Cette nuit ou jamais (1972), La Paloma (1974), Hécate, maîtresse de la nuit (1982), Le Baiser de Tosca (1984) et Jenatsch (1987). Il est également l'auteur de plusieurs mises en scène d'opéra.
Il est récompensé par le Prix artistique de la ville de Zurich en 1998 et en 1999 reçoit le Léopard d'honneur du Festival international du film de Locarno.
Il meurt dans la nuit du 5 au 6 août 2006 à l'âge de 64 ans, des suites d'un cancer.
Par deux legs, ses archives entrent à la Cinémathèque suisse en 2006 et 2007.
La Cinémathèque française lui consacre une rétrospective du 16 au 26 février 2022. Les séances sont notamment animées par Ingrid Caven, Renato Berta et Bulle Ogier.

## Filmographie

### Cinéma
- 1972 : Cette nuit ou jamais (Heute nacht oder nie)
- 1974 : La Paloma
- 1976 : L'Ombre des anges (Schatten der Engel)
- 1977 : Violanta
- 1978 : Judith Therpauve
- 1981 : Notre-Dame de la Croisette
- 1982 : Hécate, maîtresse de la nuit (Hécate)
- 1984 : Le Baiser de Tosca (Il bacio di Tosca)
- 1987 : Jenatsch
- 1990 : Les Amateurs (court métrage)
- 1992 : Hors saison (Zwischensaison)
- 1995 : Le Visage écrit (Das Geschriebene Gesicht)
- 1999 : Berezina ou les Derniers Jours de la Suisse (Beresina oder Die letzten Tage der Schweiz)

### Télévision
- 1970 : Faites tout dans le noir pour épargner la lumière de votre seigneur (Thut alles im Finstern, eurem Herrn das Licht zu ersparen)
- 1983 : Mirage de la vie
- 1988 : Guglielmo Tell